# Ghost Light
Ghost Light (Luz fantasma) es el segundo serial de la 26ª temporada de la serie británica de ciencia ficción Doctor Who, emitido originalmente en tres episodios semanales del 4 al 18 de octubre de 1989.

## Argumento
En 1883, la mansión de Gabriel Chase en Perivale, cerca de Londres, está bajo el control del misterioso Josiah Samuel Smith, que ha subyugado a sus ocupantes mediante cierta forma de lavado de cerebro. Es un lugar muy misterioso, donde las sirvientas llevan pistola y el mayordomo es un hombre de Neandertal llamado Nimrod. Otros ocupantes incluyen a Gwendoline, la hija de los dueños originales de la casa, que han desaparecido, la calculadora ama de llaves, la Sra. Pritchard, el explorador enloquecido, Redvers Fenn-Cooper, y el reverendo Ernest Matthews, opuesto a la teoría de la evolución que Smith ha hecho mucho para difundir. Para su dolor, Smith transforma a Matthes en simio y le mete en una jaula.
La TARDIS llega a Gabriel Chase. Resulta que Ace había visitado la mansión en 1983 y había sentido una presencia maligna, y la curiosidad del Séptimo Doctor le lleva a buscar las respuestas. Hay algo vivo y evolucionando en el sótano, bajo la casa, y cuando Ace va a investigar, descubre dos vainas animadas y peligrosas. El sótano es de hecho una enorme nave espacial de piedra con algo atrapado en su interior. Mientras tanto, el Doctor se abre camino entre los animales disecados de Gabriel Chase y encuentra a un humano en animación suspendida, un tal inspector Mackenzie, que llegó a la casa dos años antes en busca de los dueños. El Doctor le revive, y juntos buscan descubrir los misterios de Gabriel Chase. También se encuentra con la criatura del sótano, conocida como Control, que ahora ha tomado forma humana. El Doctor le ayuda a liberar a la criatura atrapada en el sótano, una entidad conocida como Luz, que toma la forma de un ángel...

## Producción
| Episodio          | Fecha de emisión      | Duración | Espectadores en millones | Estado en el archivo  |
| ----------------- | --------------------- | -------- | ------------------------ | --------------------- |
| Episodio 1        | 4 de octubre de 1989  | 24:17    | 4,2                      | Cinta original en PAL |
| Episodio 2        | 11 de octubre de 1989 | 24:18    | 4,0                      | Cinta original en PAL |
| Episodio 3        | 18 de octubre de 1989 | 24:17    | 4,0                      | Cinta original en PAL |
| [ 1 ] [ 2 ] [ 3 ] |                       |          |                          |                       |

Entre los títulos provisionales se incluyen The Bestiary (El bestiario) y Life-Cycle (Ciclo vital). Como se menciona en las notas del producción en el DVD, la historia recibió también el título Das Haus der tausend Schrecken (La casa de los mil horrores) tras traducirlo al alemán.
La historia se desarrolló a partir de un guion anterior rechazado titulado Lungbarrow que tenía lugar en Gallifrey, en la antigua casa del Doctor, y trataba del pasado de este, pero el productor John Nathan-Turner pensó que revelaba demasiado de los orígenes del Doctor. Se reescribió para que fueran el centro de la historia la evolución y una casa antigua.
El guion de trabajo se editó bastante, omitiéndose un gran número de escenas explicativas. El resultado es una trama que, raramente para Doctor Who, generalmente hace falta verla varias veces para comprenderla. En particular, nunca se explica la función de Josiah y Control. La trama sólo se explica completamente en el documental especial del DVD Light in Dark Places. El guion confundía incluso al reparto y al director de la historia, que hicieron repetidas llamadas a Marc Platt para recibir explicaciones.
Platt incluyó varias alusiones y referencias a la literatura de finales del siglo XIX y principios del XX. Entre las más notables, la Sra. Grose recibe el nombre del ama de llaves del relato de Henry James Otra vuelta de tuerca (1898). El deseo de Control de ser "una dama adecuada" es una reminiscencia de Eliza Doolitle de la obra Pygmalion de George Bernard Shaw, particularmente cuando Ace le hace repetir una versión supuestamente olvidada de la rima "La lluvia en Sevilla" de la obra para que mejore su pronunciación, y en otro punto el Doctor se refiere a Ace como "Eliza". Cuando Control amenaza con quemar la invitación al palacio de Buckingham, Josiah se jacta de que él es "un hombre de propiedad", referenciando el primer volumen de The Forsyte Saga de John Galsworthy. Fenn-Cooper hace varias referencias a la novela de Joseph Conrad Heart of Darkness (1902) y también una a la de sir Arthur Conan Doyle El mundo perdido (1912), diciendo que había visto lagartos gigantes en un pantano en África, y que Conan Doyle no le creyói. Como el serial está ambientado en 1883, se puede inferir que la historia de Fenn-Cooper sería la inspiración para la versión ficticia de la novela de Conan Doyle. No hay indicación de que Fenn-Cooper cite o se refiera directamente a ese trabajo. También hay muchas referencias a la Alica de Lewis Carrol. Gwendolyn llama a Ace Alicia, el Doctor se refiere al viaje en ascensor como "bajar por la madriguera de conejo" y cuando dice a Light que no todas las formas de vida están catalogadas, comienza a darle nombres imaginarios a criaturas como dragones y grifos, y después menciona a los Bandersnatchers y a unas criaturas de Jabberwocky.
En la escena de la cena, el Doctor pregunta retóricamente "¿Quién dijo a los terrícolas que nunca invitaran a sus ancestros a cenar?" Esto es una referencia a The Hitchhiker's Guide to the Galaxy de Douglas Adams, que había trabajado como editor de guiones de Doctor Who en una temporada del Cuarto Doctor, y escribió o coescribió tres historias en las que salía con varias referencias a sus otros trabajos. El Doctor hace una referencia al serial The Talons of Weng-Chiang, que también tenía lugar en la Inglaterra victoriana, y cita a los Beatles con la frase "Ha sido un día muy duro".
Ghost Light fue la última historia de Doctor Who que se produjo en la escena clásica, y la última escena que se grabó fue la última escena de la Sra Pritchard y Gwendoline. Sin embargo, no fue la última emitida, ya que tanto The Curse of Fenric como Survival, ambas producidas con anterioridad, se emitieron después.
Esta es la primera historia de lo que algunos han denominado como la "trilogía de Ace" un argumento de tres historias que exploran la turbulenta historia personal de la acompañante del Doctor, Ace. Esta exploración tan detallada de un acompañante y su vida pasada era poco común en la serie original, aunque se convirtió en la norma de la serie moderna.

## Publicaciones comerciales
Ghost Light se publicó en VHS en mayo de 1994. El DVD se publicó en septiembre de 2004 con muchas escenas eliminadas y extendidas como bonus. Sin embargo, a diferencia de The Curse of Fenric, esas escenas no se conservaban en calidad de emisión y venían de copias en VHS, algunas con códigos de producción impresos en pantalla. Esto hizo imposible hacer una edición extendida, como sí se pudo hacer con el DVD de Fenric.